# Halo 3
Halo 3 é um jogo eletrônico de tiro em primeira pessoa desenvolvido pela Bungie para o Xbox 360. É o terceiro título da franquia Halo, concluindo o arco de história que começou em 2001 com Halo: Combat Evolved seguido por Halo 2, em 2004. O título foi lançado no dia 25 de setembro de 2007 na Nova Zelândia (que, por conta do fuso horário, foi o primeiro local a vender uma cópia do jogo), Áustria, Singapura, Índia, México, Canadá, Brasil, Estados Unidos e Austrália. 
No dia 26 de setembro de 2007, foi lançado na Europa e, no dia seguinte, no Japão. Esse também foi o primeiro jogo da série a ser dublado para o português brasileiro, com a dublagem sendo feita pelo estúdio Gigavoxx no Rio de Janeiro, e tendo Master Chief na voz de Sérgio Fortuna.
A história de Halo 3 centra-se na guerra interestelar, no século XXVI, entre a humanidade e um conjunto de raças alienígenas conhecido como Covenant. O jogador assume o papel de Master Chief, um supersoldado ciberneticamente aprimorado, em sua batalha contra os Covenant. O game apresenta veículos, armas e novas formas de jogabilidade jamais vistos nos títulos anteriores da série, bem como a adição do salvamento de vídeos de jogabilidade, compartilhamento de arquivos e um editor de mapas conhecido como Fornalha - uma utilidade que permite ao jogador realizar modificações nas fases do modo multijogador.
A Bungie começou a desenvolver Halo 3 logo após o lançamento de Halo 2. O jogo foi oficialmente anunciado na E3 2006, e seu lançamento foi precedido por uma beta do modo multijogador, aberta a jogadores que compraram o título de Xbox 360 Crackdown. A Microsoft gastou US$40 milhões no marketing da obra, em uma tentativa de vender mais consoles e ampliar a atração do jogo além da base de fãs já estabelecida de Halo. O marketing incluiu promoções cruzadas e um alternate reality game.
Um dia antes do lançamento oficial, 4.2 milhões de unidades de Halo 3 estavam em lojas de varejo. Halo 3 faturou US$300 milhões em sua primeira semana. Mais de um milhão de pessoas jogaram Halo 3 na Xbox Live nas primeiras vinte horas. Até março de 2014, já tinham sido vendidas mais de 14.5 milhões de cópias, sendo o quinto título mais vendido de Xbox 360, o segundo mais vendido da franquia Halo, o exclusivo mais vendido de Xbox 360 e o jogo de tiro em primeira pessoa mais vendido, fora os videogames da franquia Call of Duty. O jogo também foi o mais vendido de 2007 nos Estados Unidos. Em geral, o título foi muito bem recebido pelos críticos, sendo a Fornalha e o modo multijogador apontados como fortes características; entretanto, alguns avaliadores criticaram aspectos da campanha, especialmente o enredo e seu layout. Uma prequela do jogo, intitulada Halo 3: ODST, foi lançada globalmente em 22 de setembro de 2009. Sua sequência, Halo 4, lançada em 6 de novembro de 2012, foi desenvolvida pela 343 Industries e faturou $220 milhões em seu primeiro dia.
Halo 3 foi relançado como parte da coleção Halo: The Master Chief Collection para o Xbox One em 11 de novembro de 2014.

## Jogabilidade

Master Chief mira com seu rifle de assalto em um grupo de Covenant Grunts.

Halo 3 é um jogo eletrônico de tiro em que a jogabilidade ocorre, predominantemente, numa perspectiva em primeira pessoa. Grande parte da jogabilidade é a pé, mas o título possui trechos com combate em veículos. O balanço de armas e objetos no jogo foi ajustado para melhor aderirem ao "Triângulo Dourado de Halo": isso inclui armas, granadas e ataques corpo a corpo, que estão disponíveis aos jogador na maior parte das situações. Os jogadores podem usar duas armas em cada mão ao mesmo tempo, aumentando seu poder de fogo, contudo, impedindo o uso de granadas e ataques corpo a corpo. Muitas armas disponíveis em versões anteriores da série retornam com alterações menores em seu visual e poder de fogo. Diferente das versões anteriores da série, a arma secundária do jogador é visível em seu modelo, no coldre ou nas costas do personagem do jogador.
Halo 3 introduz as "armas de suporte", que são pesadas e de duas mãos e reduzem a velocidade do jogador, mas oferecem um poder de fogo muito maior em compensação. Além de armas, o título contém uma nova classe de itens chamada de equipamentos, que têm vários efeitos, variando de campos de defesa a regeneração de escudos. Somente um tipo de equipamento pode ser carregado de cada vez. O componente veicular do jogo foi expandido com novos veículos dirigíveis e outros para uso exclusivo da inteligência artificial.
Halo 3 contém adições não relacionadas à jogabilidade, como a Fornalha, uma ferramenta de edição de mapas. A Fornalha permite aos jogadores inserir e remover objetos do jogo, como armas, caixas e veículos  em mapas já existentes do modo multijogador. Quase todas as armas, veículos e objetos interativos podem ser colocados e movidos em mapas na Fornalha. Os jogadores podem entrar em partidas na Fornalha e editar e manipular objetos em tempo real. Há um limite de objetos que podem ser colocados. Os jogadores também podem salvar até 100 vídeos de jogabilidade no disco rígido do Xbox 360, visualizando a ação de qualquer ângulo e em diferentes velocidades. Halo 3 oferece uma forma de compartilhamento de arquivos em que itens, como vídeos e capturas de tela salvos podem ser enviados para o site oficial da Bungie, bungie.net. Qualquer um pode visualizar conteúdos criados pelos usuários que foram enviados ao website da Bungie e marcá-los para automaticamente baixá-los para o console na próxima vez que entrarem na Xbox Live em Halo 3.

### Modos de jogo
A história de Halo 3 pode ser jogada por apenas um jogador ou cooperativamente com até três outros jogadores por meio da Xbox Live ou System Link. Em vez de ter cada jogador como um personagem idêntico como nos títulos Halo anteriores, o primeiro jogador controla Master Chief, e o segundo jogador controla o Arbiter. Os outros dois jogadores controlam dois "Elites", N'tho 'Sraom e Usze 'Taham, cada um com sua própria história. Não importa qual personagem é controlado, todos os jogadores têm habilidades idênticas, apesar de suas armas iniciais variarem. Caveiras, que podem ser encontradas ao longo das fases, causam mudanças à jogabilidade quando ativadas, como dar vida extra aos inimigos, mudar os diálogos do jogo ou modificar o comportamento da inteligência artificial. Essas caveiras, bem como o nível de dificuldade e a velocidade com a qual se terminam as fases, proporcionam multiplicadores para pontuação total. Jogadores são recompensados com conquistas ao alcançar certas pontuações em cada fase.
Rede de área local ou a Xbox Live suportam até dezesseis jogadores em partidas multijogador, com modos de jogo incluindo variações de deathmatch e capturar a bandeira. Os jogadores devem ativamente procurar outros jogadores por meio de sua lista de amigos da Xbox Live usando o sistema de convite ou a busca na rede de área local para jogar partidas multijogador com suas próprias regras e mapas customizados. Se estiver conectado à Xbox Live, entretanto, um jogador pode escolher que o videogame decida por ele as regras e mapas exatos para jogar, bem como encontrar outras pessoas para jogar com ou contra, usando o sistema de "Matchmaking" (sistema de agrupamento de jogadores de habilidades equivalentes).
Assim como Halo 2, Halo 3 suporta conteúdos para download e atualizações.

## Sinopse

### Cenário e personagens
Halo 3 passa-se em um cenário de ficção científica durante os anos 2552 e 2553. No ano de 2525, uma aliança teocrática entre raças alienígenas conhecida como Covenant descobre a humanidade espalhada em dezenas de colônias interestelares. Os Covenant declaram a humanidade uma afronta a seus Deuses e começam destruindo colônias bombardeando planetas com saraivadas de plasma, tornando suas superfícies em um vidro negro. Apesar das tentativas de impedir os Covenant de descobrirem outros planetas humanos, uma frota Covenant descobre a Terra durante Halo 2.
"Halos" são ringworlds massivos com algumas centenas de quilômetros de diâmetro, espalhados pela galáxia. Esses anéis foram construídos há milhares de anos por uma raça conhecida como Forerunner como armas de último recurso contra as espécies alienígenas parasitas conhecidas como Flood. Quando ativados, os Halos destruiriam todas formas de vida sencientes da galáxia, privando os Flood de comida. Os Forerunners desapareceram depois de terem ativado os anéis. Em Halo: Combat Evolved, enquanto fugia dos Covenant, a nave da UNSC Pillar of Autumn chegou em um desses ringworlds, a Instalação 04. Os humanos conseguem destruir o anel, impedindo os Flood; os Covenant, não sabendo da natureza destrutiva dos anéis, tentam disparar outro anel, a Instalação 05, durante Halo 2, para cumprir sua profecia religiosa. Uma raça nos Covenant, os Elites, descobrem a verdade sobre os anéis e unem-se à humanidade para impedir o disparo do anel. Apesar do sucesso, o desligamento inesperado da instalação ativa um protocolo de falha de segurança, instruindo todos os anéis para dispararem de uma localização, conhecida como a Arca. Ainda sem entender a verdadeira natureza dos anéis, o Covenant Alto Profeta da Verdade e os restantes Covenant leais seguem para a Terra, onde acreditam que a Arca está enterrada.
O protagonista de Halo 3 é o oficial Master Chief John-117, um supersoldado cirurgicamente aprimorado conhecido como um "Spartan". Chief luta ao lado de Arbiter, um comandante da Elite Covenant desonrado. Dois outros personagens Elite, N'tho 'Sraom e Usze 'Taham, aparecem como terceiro e quarto jogadores no modo cooperativo. Personagens de suporte dos títulos anteriores retornam, incluindo os soldados humanos Avery Johnson e Miranda Keyes. A inteligência artificial Forerunner 343 Guilty Spark, que tenta e falha ao tentar impedir Master Chief de destruir seu ringworld em Halo: Combat Evolved, também aparece no jogo. Outro personagem com um papel na história é a entidade Flood conhecida como "Gravemind". Em Halo 2, esse líder dos Flood escapa do confinamento na Instalação 05, invade a capital móvel dos Covenant, High Charity, e captura Cortana, uma inteligência artificial criada pela humanidade.

### Enredo
Após os eventos da história em quadrinhos Halo: Uprising, Master Chief acidenta-se na África oriental, onde é encontrado por Johnson e pelo Arbiter. Chief, Johnson e sua companhia lutam contra os Covenant na selva e chegam a um posto avançado da UNSC. Lá, Keyes e Lord Hood planejam uma tentativa final para parar o líder dos Covenant, o Alto Profeta da Verdade, de ativar um artefato Forerunner descoberto do lado de fora das ruínas da cidade de Nova Mombasa. Chief neutraliza a defesa antiaérea dos Covenant para Hood liderar as últimas naves da Terra contra o Profeta, mas este ativa o artefato enterrado, criando um portal no qual ele e seus seguidores entram. Uma nave infestada de Flood cai nas proximidades; forças Elites chegam e vitrificam áreas da Terra infectadas pelos Flood, detendo o problema. Seguindo uma mensagem que Cortana deixou na nave dos Flood, Chief, Arbiter, Elites, Johnson, Keyes e tropas seguem o Profeta pelo portal. Juntando-se a eles está 343 Guilty Spark, que ajuda Chief pelo fato de não ter mais função, já que seu ringworld havia sido destruído.
Viajando pelo portal, humanos e Elites descobrem uma estrutura artificial gigantesca conhecida como a Arca, muito além dos limites da Via Láctea. Lá, o Profeta pode remotamente ativar todos os Halos. Os Flood chegam a bordo da High Charity com força total, começando a infestar a estrutura. O Profeta captura Johnson, pois precisa de um humano para usar a tecnologia dos Forerunners. Keyes é morto enquanto tenta resgatá-lo, e Johnson é forçado a ativar os anéis. Gravemind forja uma trégua com Chief e Arbiter para impedir o Profeta. O Arbiter, Master Chief e forças Flood chegam e esmagam os guardas do Profeta, resgatando Johnson e evitando a ativação da estrutura. Depois de Arbiter matar o Profeta, Gravemind vira-se contra Chief e Arbiter.
Chief, Arbiter e Guilty Spark descobrem que a Arca está construindo outro Halo para substituir o que Chief havia destruído. Chief decide ativar este Halo; o ringworld eliminaria a infestação dos Flood na Arca enquanto pouparia a galáxia da destruição. Para ativar o anel, Chief resgata Cortana, que tem o Índice de Ativação do Halo destruído, da High Charity e destrói a cidade. Chegando no novo Halo, Cortana avisa que Gravemind está tentando reconstruir-se no anel. Chief, Arbiter e Johnson viajam para a sala de controle do Halo para ativar o anel. Guilty Spark explica que, como o anel ainda não está completo, uma ativação prematura também destruiria a Arca. Quando Johnson ignora seu aviso, Guilty Spark fere-o fatalmente para proteger "seu" anel. Chief destrói Guilty Spark, ativa o anel e escapa de sua autodestruição na fragata da UNSC Forward Unto Dawn. Entretanto, a força da explosão do Halo faz com que portal que levou Chief até lá entre em colapso, resultando somente na metade da frente da Forward Unto Dawn, carregando o Arbiter, conseguindo chegar à Terra.
Um memorial foi construído na Terra em nome dos heróis que morreram na guerra entre humanos e Covenant, onde o Arbiter e Lord Hood brevemente trocam algumas palavras a respeito do falecido Master Chief. Após a cerimônia no memorial, o Arbiter e seus irmãos Elites partem para seu planeta natal, Sanghelios. Enquanto isso, a parte traseira da Forward Unto Dawn fica à deriva no espaço desconhecido. Cortana envia um sinal de emergência, mas sabe que poderiam se passar muitos anos até que fossem resgatados. Chief entra em sono criogênico, dizendo a Cortana: "Me acorde quando precisar de mim". Se o jogo for terminado na dificuldade Lendário, a cena continua para mostrar a parte da Forward Unto Dawn à deriva em volta de um planeta desconhecido, revelado, na primeira missão de Halo 4, como sendo o planeta Requiem.

## Desenvolvimento
Halo 3 foi inicialmente concebido antes do lançamento de Halo 2, em 2004. Enquanto muitos dos funcionários da Bungie trabalhavam em conteúdos extras para Halo 2, outros continuaram trabalhando no fundamento do desenvolvimento de Halo 3. A Bungie permaneceu em silêncio sobre seu projeto, deixando comentários em suas atualizações semanais aludindo a um "novo projeto". O jogo foi oficialmente anunciado com um trailer em tempo real na E3 2006.
A Bungie manteve o público informado sobre o desenvolvimento do jogo por meio de atualizações semanais em seu web site. Durante o desenvolvimento, o título foi dividido em compilações para o modo de um jogador e o de multijogador; isso permitiu testar os arquivos do modo multijogador, muito menores, mais rapidamente. Enquanto detalhes do modo multijogador de Halo 3 foram largamente disseminados ao longo dos dezesseis meses que se passaram até o lançamento, o aspecto do modo campanha foi mantido de forma relativamente secreta durante grande parte do desenvolvimento para manter o interesse do público. As primeiras imagens da campanha não apareceram até um ano depois do trailer de anúncio, em 5 de julho de 2007, como uma "provocação" para o ritmo previsto de marketing.
Uma versão pública beta do modo online de Halo 3, juntamente com a função de salvar vídeos e compartilhar arquivos, tomou lugar quatro meses antes do lançamento final. Os jogadores precisavam possuir um disco do jogo Crackdown para jogar a versão beta.
O comportamento da inteligência artificial foi melhorado; o comportamento dos inimigos Brutes que o jogador enfrenta foi modificado, dando-lhes um "comportamento de manada" que faz os alienígenas realizarem ações similares ao mesmo tempo, alterando a jogabilidade.

### Gráficos
Halo 3 utiliza um motor de jogo desenvolvido pela própria Bungie. Como foi detalhado no website da Bungie, ele emprega tecnologias gráficas avançadas, como high dynamic range rendering, iluminação global e efeitos de profundidade de campo nas cutscenes. Motion blur estava ausente na versão beta, mas foi adicionado no lançamento final. A maior parte dos objetos dinâmicos no jogo projetam sombras em tempo real em si mesmos e nos ambientes à volta, incluindo a vida vegetal do videogame. Halo 3 usa normal map, bump mapping e parallax mapping para dar às superfícies mais detalhes sem aumentar o número de polígonos dramaticamente. Os jogadores podem ver até 16 km de distância. Reflexos em tempo real foram escritos no motor de jogo; contudo, eles não são usados muitas vezes, pois a Bungie considerou-os um desperdício de recursos.
Halo 3 não é renderizado numa resolução verdadeiramente HD (pelo menos 720 linhas de resolução vertical). Em uma das atualizações semanais da Bungie, foi confirmado que o título seria renderizado na resolução 1152×640 em vez de 1280×720 (HD), a mais comum no Xbox 360. Isso ocorreu porque Halo 3 usa dois framebuffers em vez de um, então, a menor resolução permitiu à Bungie preservar tanto da latitude de exposição quanto possível para a iluminação dos cenários e, ao mesmo tempo, não afetar severamente a taxa de quadros por segundo. A resolução pode ser aumentada para 1080p por meio do upscaling do Xbox 360.

### Áudio
Como todos os títulos no Xbox 360, Halo 3 suporta completamente som surround 5.1. No jogo, há mais de 50,000 arquivos de áudio, sendo quase 40,000 deles diálogos de NPC. Esse número é muito maior do que nas versões anteriores da franquia; Halo 2 tinha mais de 15,000 arquivos de diálogos. A inteligência artificial foi desenvolvida para que os diálogos fluíssem de maneira natural e convincente. Gravações diferentes foram feitas para disparos de armas próximos e distantes para criar uma experiência de som mais realista na versão beta, e o jogo final utiliza tecnologias da Waves Audio para modificar diálogos e outros áudios no videogame dependendo das condições. Sons de tiros distantes, que podem, inicialmente, parecer sons ambientes pré-gravados, podem ser o resultado de um combate real acontecendo em alguma outra parte do cenário.
Martin O'Donnell compôs novamente a trilha sonora original para o jogo. Algumas músicas foram produzidas com uma orquestra real muito maior do que a dos dois títulos anteriores. Por exemplo, a música do trailer de anúncio foi gravada por uma orquestra de 60 instrumentos e 24 vozes em coro. Halo 3 foi a primeira versão da série a apresentar músicas personalizadas, permitindo aos jogadores substituírem músicas no jogo por suas próprias escolhas. O CD com a trilha sonora original, Halo 3 Original Soundtrack, foi lançado em 20 de novembro de 2007.

### Dubladores originais
Os dubladores da versão em inglês que retornaram a seus papéis em Halo 3 incluem Jen Taylor como Cortana, David Scully como Sargento Johnson e Elites, Keith David como o Arbiter, Tim Dadabo como 343 Guilty Spark, Ron Perlman como Lord Hood, Robert Davi como Rtas 'Vadum e Steve Downes como Master Chief. O jogo também apresenta novas vozes, com Terence Stamp e Justis Bolding substituindo os dubladores de Halo 2 Michael Wincott e Julie Benz como o Profeta da Verdade e Miranda Keyes, respectivamente. Vozes adicionais incluem o apresentador Jonathan Ross, Nathan Fillion, Adam Baldwin, Alan Tudyk, Katee Sackhoff e John DiMaggio. Os membros da machinima de Halo Red vs. Blue (Burnie Burns, Gus Sorola, Matt Hullum, Jason Saldaña, Geoff Ramsey e Joel Heyman) têm um papel cameo.
| Personagem         | Dublador original | Dublador                      |
| ------------------ | ----------------- | ----------------------------- |
| Cortana            | Jen Taylor        | Christiane Louise             |
| Sargento Johnson   | David Scully      | Isaac Schneider               |
| Elites             | David Scully      | Júlio Chaves e Ricardo Telles |
| Arbiter            | Keith David       | José Sant'anna                |
| 343 Guilty Spark   | Tim Dadabo        | Gustavo Nader                 |
| Lord Hood          | Ron Perlman       | Eduardo Borgueth              |
| Rtas 'Vadum        | Robert Davi       | Pietro Mário                  |
| Master Chief       | Steve Downes      | Sérgio Fortuna                |
| Profeta da Verdade | Terence Stamp     | Alfredo Martins               |
| Miranda Keyes      | Justis Bolding    | Iara Riça                     |
| Gravemind          | Dee Bradley Baker | Leonel Abrantes               |

Tambem participam da dublagem em português brasileiro: Hércules Franco, Reginaldo Primo, José Leonardo, Márcio Chaves, Mariana Torres, Carlos Gesteira, Duda Espinoza, Luiz Sérgio e Sérgio Stern, Bruno Rocha, Jorge Vasconcelos, Luiz Carlos Persy e Maurício Berger.

### Vazamentos
Meses antes do lançamento de Halo 3, a cópia de testes final do jogo antes de seu lançamento — com o codinome Epsilon e confirmada pela Bungie como sendo quase completa — foi vazada na Internet. A Microsoft reagiu ao vazamento banindo as contas de usuários da Xbox Live que jogavam a cópia Epsilon até o ano de 9999. Duas semanas antes do lançamento oficial de Halo 3, cópias completas da versão final do jogo, com fotos da caixa aberta, começaram a aparecer na Internet no site de leilão eBay. Uma semana antes do lançamento de Halo 3, a grande varejista do Reino Unido Argos acidentalmente distribuiu algumas de suas cópias de Halo 3. A divisão de entretenimento da Microsoft citou que estavam "desapontados com o que aconteceu", mas que "foi apenas um engano sem má-fé" e que a Microsoft não tinha a intenção de punir a Argos pelo ocorrido.
A versão final de Halo 3 vazou na Internet mais de uma semana antes do lançamento oficial. O arquivo de 6.14 gigabytes do jogo foi distribuído e baixado por milhares de pessoas 24 horas depois do vazamento. Vídeos do final de Halo 3, obtidos da cópia vazada, foram gravados e postados em sites de compartilhamento de vídeos.

## Lançamento

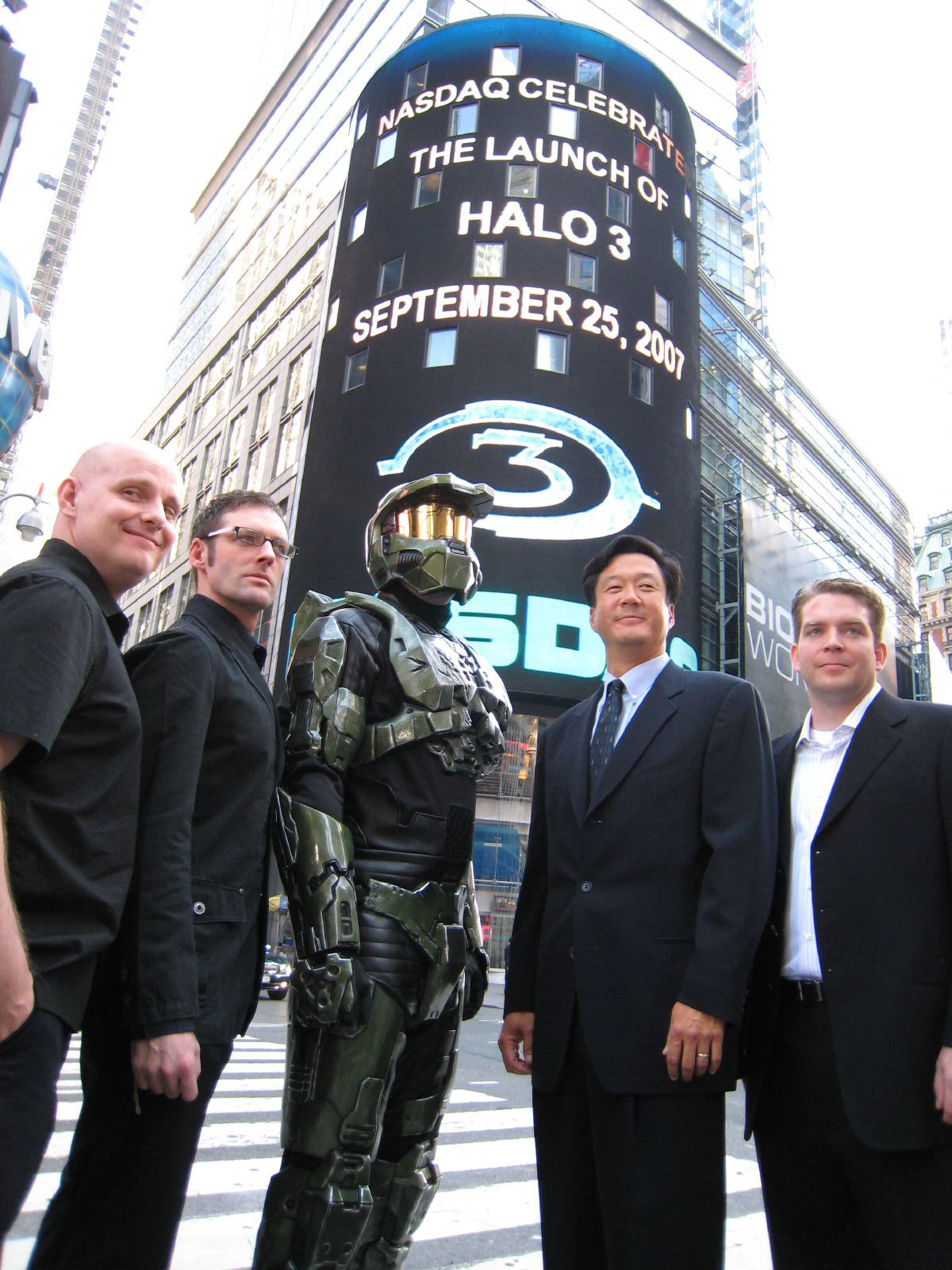
Um evento de lançamento de Halo 3 foi realizado no prédio da NASDAQ em Nova York em 25 de setembro.

A Microsoft investiu mais de US$40 milhões no marketing de Halo 3. O objetivo da campanha era vender mais consoles Xbox 360 e atrair um público maior à série além dos "fiéis a Halo", tanto de jogadores casuais como de jogadores hardcore. O marketing incluiu trailers do jogo, animações em tempo real, sequências de jogabilidade gravadas, CGIs pré-renderizadas e filmes live-action.
Ao longo do curso de desenvolvimento, a Bungie revelou quatro "documentários do desenvolvedor" que explicavam os processos por trás da criação de partes da obra. Um teste do modo multijogador beta em larga escala foi realizado na Xbox Live por mais de 800,000 membros do público, sendo capazes de participar da experiência de jogo pessoalmente. Começando em junho de 2007, um alternate reality game chamado Iris envolveu os jogadores em informações de fundo lentamente reveladas para o título. O lançamento de Halo 3 foi realizado em festas de lançamento mundiais.
Halo 3 também teve produtos licenciados e promoções. PepsiCo anunciou uma nova linha de refrigerantes, uma variante da Mountain Dew chamada Game Fuel, com o logotipo de Halo 3 e o protagonista Master Chief na lata. Grande parte da publicidade focou-se no público em geral, em vez dos fãs incondicionais da série; por exemplo, algumas lojas 7-Eleven anunciaram Halo 3 e venderam copos especiais e cópias do jogo.
| Conteúdos                           | Padrão | Limitada | Lendária |
| ----------------------------------- | ------ | -------- | -------- |
| Disco do jogo e manual              | Sim    | Sim      | Sim      |
| Pôster                              | Sim    | Sim      | Sim      |
| Disco Xbox 360 interativo           | Não    | Sim      | Sim      |
| Bestiário                           | Não    | (livro)  | (DVD)    |
| DVD Lendário                        | Não    | Não      | Sim      |
| Caixa em forma do capacete de Chief | Não    | Não      | Sim      |

Halo 3 foi lançado em três versões diferentes no varejo, nomeadas edições "Padrão", "Limitada" e "Lendária". A Edição Padrão contém o disco do jogo, um manual e um pequeno pôster com os controles do título e artwork. A Edição Limitada contém todos os conteúdos da Padrão, uma caixa de metal, um disco bônus para Xbox 360 com curtas-metragens e um "Bestiário" de capa dura, uma coleção de informações e arte sobre as espécies, culturas e civilizações de Halo 3. A Edição Lendária contém todos os conteúdos da Padrão, um disco bônus interativo, o Bestiário em DVD, um DVD Lendário com conteúdos exclusivos e uma réplica do capacete de Master Chief como caixa para os três discos. A embalagem desdobra-se em um grande pôster de Master Chief.
Após o lançamento, em algumas das cópias da Edição Limitada de Halo 3, foi encontrado um defeito na parte que mantém o disco no lugar, o que poderia levar a discos riscados. A Microsoft confirmou o problema e ofereceu-se para substituir discos riscados da Edição Limitada de Halo 3 sem custo adicional até o fim de janeiro de 2008. Esse problema não foi encontrado nas duas outras versões do jogo.
De 16-31 de outubro de 2013, Halo 3 esteve disponível gratuitamente para assinantes Gold da Xbox Live.

## Conteúdo para transferência
Halo 3 suporta conteúdo para transferência de mapas do modo multijogador, bem como atualizações via Xbox Live. Os três primeiros mapas lançados após o jogo, "Confronto", "Ninho de Ratos" e "Fornalha", foram lançados em um pacote em 11 de dezembro de 2007, coletivamente conhecidos como "Pacote de Mapas Heroico". Um segundo grupo de três mapas, incluindo o remake do mapa de Halo 2 "Lockout", intitulado "Blackout", um novo mapa chamado "Cidade Fantasma" e um remake do mapa "Sidewinder" de Halo: Combat Evolved, intitulado "Avalanche", foram colocados no "Pacote de Mapas Lendário", em 15 de abril de 2008. Esses mapas introduziram novos filtros visuais para a Fornalha, o que mudou a maneira como os mapas são vistos. Um remake do mapa de Halo: Combat Evolved "Chill Out", intitulado "Cold Storage", foi lançado de forma gratuita no "Dia da Bungie", em 7 de julho de 2008. O terceiro pacote de mapas do modo multijogador, intitulado "Pacote de Mapas Mítico", que consiste nos mapas "Orbital", "Montagem" e "Sandbox", foi incluído na Edição Limitada de Colecionador de Halo Wars. O pacote de mapas foi lançado no Xbox Live Marketplace em 9 de abril de 2009. O quarto e último mapa do modo multijogador, "Pacote de Mapas Mítico II", foi lançado em 2 de fevereiro de 2010. O pacote contém três novos mapas de Halo 3: ODST: "Cidadela", "Longshore" e um remake do mapa de Halo 2 "Midship", intitulado "Herético".
A primeira atualização para Halo 3 foi lançada em 19 de fevereiro de 2008, e corrigiu vários bugs, como erros em gravações salvas. A segunda atualização (chamada de Title Update) foi lançada em 23 de setembro de 2008 e inclui novas conquistas, um novo sistema de ranking por experiência e e várias novas formas de detectar e impedir trapaças no jogo. Nenhuma atualização posterior foi planejada para Halo 3.

## Recepção

### Recepção da crítica
Halo 3 foi aclamado pela crítica em seu lançamento. Ele obteve uma média de 93,53% e 94/100 nos sites GameRankings e Metacritic, respectivamente. Wesley Yin-Poole, do Pro-G, assegurou aos leitores que Halo 3 justificou a campanha publicitária enorme em torno dele, escrevendo que o jogo era "tudo o que esperávamos que seria, e muito, muito mais". Avaliadores, incluindo Rob Fahey do Eurogamer, Charlie Barrett do Games Radar e Jeff Gerstmann do GameSpot, sentiram que a fórmula da série Halo não foi alterada, mas que isso não foi um prejuízo. "Todo o tipo de fã de Halo, seja ele hardcore, casual ou novato, encontrará algo para satisfazê-lo na terceira aventura de Master Chief", afirmou Barrett, enquanto Hilary Goldstein da IGN referiu-se a Halo 3 como "o jogo mais completo disponível em qualquer console", especificamente afirmando que "a Fornalha e a funcionalidade de replays eleva o nível de jogos de tiro de console tão alto, que isso pode nunca ser ultrapassado nesta geração." As adições de jogabilidade para o videogame, como equipamentos e novos veículos, foram elogiadas; Gerstmann e Goldstein observaram que os equipamentos tinham relevância muito maior em partidas no modo multijogador do que na campanha.
A recepção do aspecto campanha foi variada. Yin-Poole escreveu que, enquanto o final com suspense de Halo 2 foi decepcionante, a campanha de Halo 3 foi muito mais satisfatória. Gabe Graziani da GameSpy, Gerstmann e Goldstein afirmaram que a campanha foi muito curta, especialmente nos níveis de dificuldade mais fáceis ou com três jogadores adicionais no modo cooperativo. Goldstein criticou muito o oitavo nível, afirmando que "o penúltimo capítulo é tão ruim que, só de pensar nisso, coloca um gosto de podre na minha boca". Charles Herold, do The New York Times, disse que o jogo tinha um enredo "descartável" e a Total Video Games julgou o aspecto campanha, em última análise, como decepcionante. Goldstein e Steve West, do Cinema Blend, pensaram que uma parte da história do título estava perdida, por não ter o Arbiter tão proeminentemente quanto o personagem estava em Halo 2.
A maioria das publicações concordou que o multijogador foi, de longe, uma das melhores características; a IGN disse que foi o mais forte da série, e a Gamespy adicionou que "cada mapa multijogador é extremamente bem afinado". O editor de níveis Fornalha e a possibilidade de salvar filmes foram características apontadas como particularmente fortes, além da excelente dublagem e rica trilha sonora de Martin O'Donnell.
Outras queixas focaram-se na inteligência artificial do jogo: críticos elogiaram a inteligência artificial dos inimigos, mas queixaram-se de que a inteligência dos aliados do jogador era muito mais pobre. Bryan Vore, da Game Informer, disse que rostos humanos e algumas texturas são simplesmente "constrangedoras".
Halo 3 foi indicado para sete prêmios da Spike Video Game Awards e ganhou o "Melhor Jogo Multiplayer" e o "Jogo Mais Viciante Fueled by Dew". Ganhou o prêmio de "Jogo do Ano" da Time, e a IGN escolheu-o como o melhor título multiplayer online do Xbox 360, e também como o "design inovador" de 2007. A Visual Effects Society premiou a Bungie com o "Melhor visual em tempo real em um jogo" para Halo 3. Halo 3 ganhou o Calvin Award de "Melhor Jogo", pela Box Office Prophets. Halo 3 também levou o prêmio de Jogo do Ano de 2007 do Xbox 360 pela GameTrailers, e foi votado por fãs como Jogo do Ano no G-Phoria. Halo 3 ganhou o Prêmio Edge por Interação Inovativa em agosto de 2008. Em 2010, o título foi incluído como um dos títulos do livro 1001 Videogames para Jogar Antes de Morrer.

### Vendas

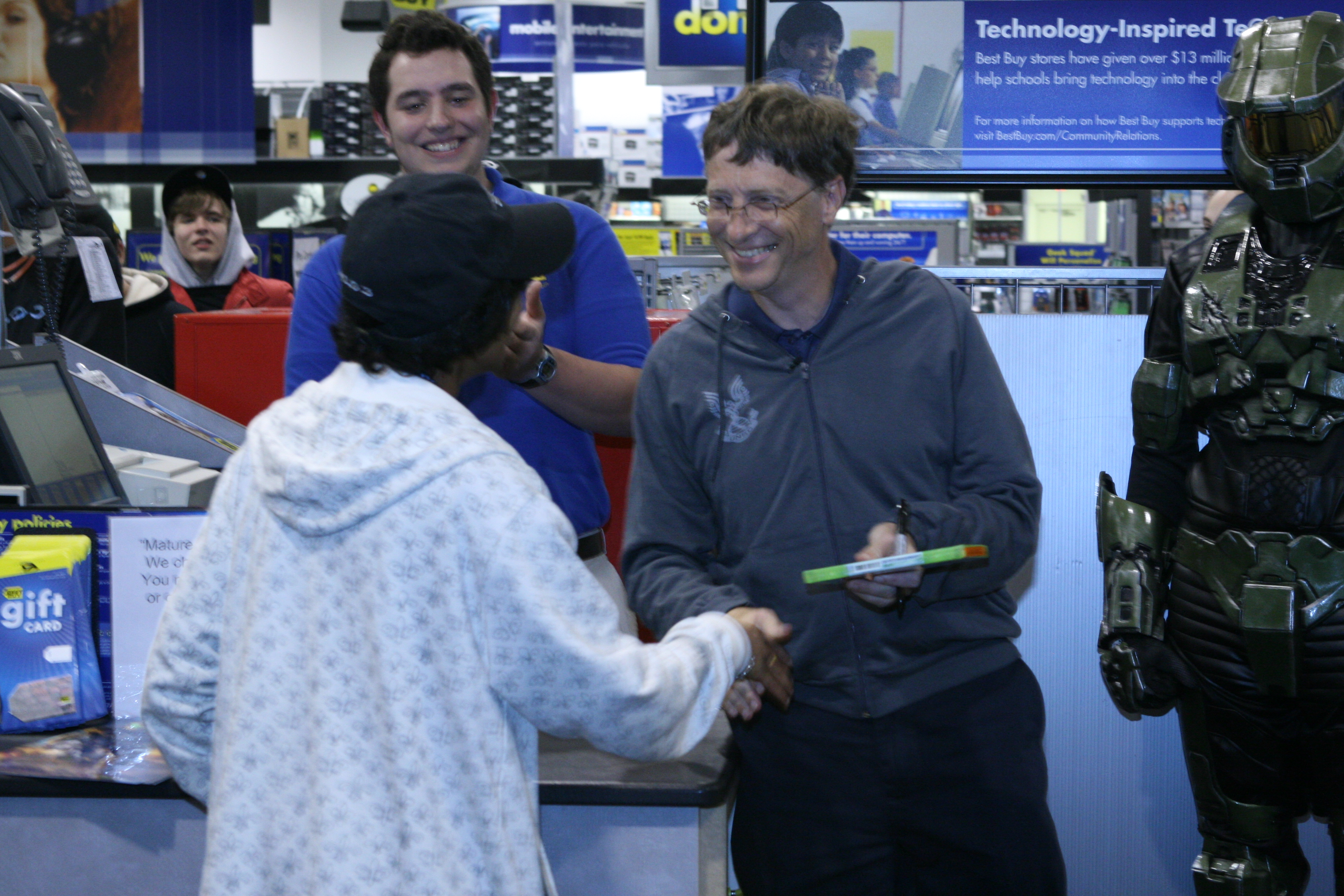
Bill Gates vendendo a primeira cópia oficial de Halo 3 a Ritesh David, na Best Buy em Bellevue, WA. Esta foi a única cópia que Gates autografou no evento de lançamento.

No primeiro dia de vendas, Halo 3 arrecadou US$170 milhões nos EUA, estabelecendo um recorde de maior receita de um produto de entretenimento em 24 horas. A proeza superou o recorde anterior de Halo 2, que conseguiu US$125 milhões em 24 horas a partir de seu lançamento. O jogo foi pré-comprado por mais de um milhão de pessoas na América do Norte. Mundialmente, um valor de mais de US$300 milhões foi conseguido na primeira semana, ajudando a mais do que dobrar as vendas de Xbox 360 quando comparado à semana antes do lançamento.
Nos EUA, Halo 3 vendeu 3.3 milhões de cópias em seus 12 primeiros dias à venda, número que aumentou para 3.7 milhões até 15 de novembro de 2007. A Reuters do Reino Unido estimou que Halo 3 pode ter vendido até 5.2 milhões de cópias mundialmente em suas duas primeiras semanas. Até 30 de novembro de 2007, Halo 3 vendeu 5 milhões de cópias mundialmente, e, por isso, tornou-se o jogo mais vendido de 2007 nos Estados Unidos, mesmo estando disponível em apenas um console. Em 3 de janeiro de 2008, a Microsoft anunciou que Halo 3 vendeu 8.1 milhões de cópias. O jogo atingiu a marca de mais de um milhão de membros da Xbox Live jogando online nas primeiras 20 horas, tornando esse o dia mais jogado na história da Xbox Live. O jogo retornou à lista dos 20 mais vendidos mais de um ano após seu lançamento, em fevereiro de 2009; o Gamasutra relatou que o impulso provavelmente se deveu ao lançamento de Halo Wars. Até janeiro de 2008, 8.1 milhões de cópias foram vendidas. De acordo com a Microsoft, Halo 3 vendeu mais de 14.5 milhões de cópias até 2012.

A revista Advertising Age relatou que executivos de estúdios de filmes estavam convencidos de que Halo 3 prejudicou receitas de bilheteria; a semana de arrecadação foi 27% menor do que a mesma semana de 2006. Enquanto alguns executivos decidiram que a disparidade em filmes como The Heartbreak Kid devia-se mais à recepção fraca do filme, outros analistas acreditaram que "a audiência de [Halo 3] está na faixa de idade 18-34, similar ao visto em cinemas" e que isto levou a uma queda nas receitas. Pesquisas posteriores sugeriram que jogadores de Halo 3 ainda assistiram a filmes e à televisão da mesma forma, apesar do tempo que gastaram jogando.